# Centrotypus latimargo
Centrotypus latimargo är en insektsart som beskrevs av Walker 1859. Centrotypus latimargo ingår i släktet Centrotypus och familjen hornstritar. Inga underarter finns listade i Catalogue of Life.